# البنية التحتية في السعودية
تشهد البنية التحتية في السعودية عمليات تطوير متسارعة، من خلال الإنفاق الحكومي الواسع ومشاركة القطاع الخاص إضافة إلى فتح المجال أمام الاستثمار الأجنبي في قطاعات النقل والطاقة والكهرباء والمياه والاتصالات وغيرها.
ويعد الوصول إلى بنية تحتية قوية وشاملة أحد مرتكزات برنامج جودة الحياة 2020 وهو أحد برامج تحقيق رؤية المملكة 2030، واحتلت السعودية المرتبة 30 عالميا في تقرير التنافسية العالمية السنوي للمنتدى الاقتصادي العالمي 2015 والذي يقيم البنية التحتية في 144 من اقتصادات العالم ويشمل نوعية شبكات الطرق والسكك الحديدية ونوعية إمدادات الكهرباء.
من المرجح أن تُنفق السعودية على البنية التحتية 1.1 تريليون دولار أميركي في الفترة من 2019 إلى 2038. كما أصبحت المملكة ومنطقة الشرق الأوسط الوجهة المفضلة للمستثمرين وأصحاب الأموال، الباحثين عن عائد ثابت وموضع ثقة من رأس المال الذي يستثمرونه في مشاريع البنية التحتية. إذ احتلت المرتبة الـ11عالميا كأفضل أسواق الاستثمار في مشاريع البنية التحتية، وفقا لتقرير صادر عن مؤسسة أي سي هاريس الاستشارية العالمية.
وبحسب تقرير التنافسية العالمي تقدمت المملكة ست مراتب عن العام 2018 بحلولها في المركز 34 عالميا على محور البنية التحتية، كما احتلت المركز الأول عالميا في مؤشر ترابط شبكة الطرق، وتقدمت ست مراكز عن العام السابق في البنية التحتية للنقل، و4 مراكز في مؤشر جودة البنية التحتية للطرق، و5 مراكز في كفاءة خدمات النقل الجوي، و4 مراكز في كفاءة خدمات الموانئ، و24 مركزا في كفاءة خدمات القطارات.

## النقل
تسعى السعودية من خلال موقعها الجغرافي المتمركز في قلب العالم وعلى طرق التجارة الرئيسية التي تستحوذ فيها على 30% من حركة الحاويات بين قارات آسيا وأوروبا وأفريقيا، لتكون مركزا لوجستيا عالميا يربط بين القارات الثلاث، ويعتمد بشكل رئيس على النقل بقطاعاته المختلفة بمشاركة القطاعين العام والخاص.
ولتحقيق ذلك تم عمل مبادرات عدة بمشاركة جميع الأجهزة المعنية، ومن تلك المبادرات التخطيط المتكامل للبنية التحتية للنقل وتحسين التشريعات المتعلقة بالخدمات اللوجستية وهيكلة وإصلاح السكك الحديدية، وبرنامج الفسح خلال 24 ساعة وإعادة هندسة العمليات والأتمتة، والتوسع في إطلاق بنية تحتية راسخة للحلول الرقمية، وتطبيق أنظمة النقل الذكية على الطرق وإنشاء وتشغيل مشاريع محطات النقل متعدد الوسائط للركاب والبضائع ومراكز النمو اللوجستية، إلى جانب تدشين نظام للموانئ البحرية لضمان تبادل المعلومات بين جميع الأطراف المعنية بعملية الاستيراد والتصدير بشكل آمن وفعال.
ووضعت السعودية خطة رئيسية جديدة للبنية التحتية في قطاع النقل، تهدف إلى تطوير البنية التحتية، بما في ذلك مشروع الجسر البري الذي سيربط بين الساحلين الشرقي والغربي للمملكة، ومسارين حديديين جديدين هما خط السكة الحديدية الذي سيربط بين دول مجلس التعاون في الشرق، وخط السكة الحديدية ينبع-جدة في الغرب (يمر عبر ميناء الملك عبد الله ومدينة الملك عبد الله الاقتصادية). كما تسعى لإنشاء محطات لوجستية متعددة الأنماط لتلبية الطلب المتزايد على وسائل الربط بين البحر والجو، وبين السكك الحديدية والبر.  

### برنامج التخصيص
يمثل برنامج التخصيص الذي اعتمده مجلس الشؤون الاقتصادية والتنمية برئاسة ولي العهد الأمير محمد بن سلمان نقلة نوعية ومهمة نحو الارتقاء بجودة قطاع النقل في المملكة، لرفع مستوى وجودة الخدمات وتحقيق وفورات في النفقات الرأسمالية والتشغيلية للدولة، من خلال الأسلوب الحديث في إدارة مشاريع البنية التحتية عبر الشراكة مع القطاع الخاص في مشروعات النقل.

### النقل البري
بلغت أطوال الطرق التي نفذتها وزارة النقل بين مدن المملكة أكثر من 68 ألف كيلو متر، وصممت جميعها استناداً إلى مقاييس عالمية لربط المدن الرئيسية بعضها ببعض، إضافة إلى إمكانية التوسّع مستقبلاً لخدمة حركة النقل الكثيفة فيما بينها، ووصل مجموع أطوال الطرق السريعة في مختلف مناطق المملكة إلى 5 آلاف كيلومتر، بينما تقوم الوزارة بتطوير عدد من الطرق المفردة بأطوال إجمالية تزيد عن 51 ألف كيلومتر لتصبح مزدوجة تدريجياً وحسب الحاجة بناء على مستوى وكثافة الحركة، في حين يبلغ مجموع أطوال الطرق المزدوجة حالياً أكثر من 12 ألف كيلومتر، هذا إلى جانب الطرق الترابية التي يبلغ طولها نحو 144 ألف كيلومتر في جميع أنحاء المملكة.
أما الجسور فيبلغ عددها أكثر من 5000 جسر بين المدن والمناطق، إضافة إلى الطرق الدائرية والعقبات ومشاريع الصيانة للطرق التي تربط مدن ومحافظات المنطقة الواحدة، كما يندرج ضمن مشاريع الطرق الرئيسية والسريعة تنفيذ الطرق الثانوية، التي تتفرع من هذه الطرق وتخدم مختلف النواحي المأهولة من قرى وهجر.
وحققت وزارة النقل تقدما في مؤشر أداء السلامة على الطرق، وهو معدّل وفيّات حوادث الطرق لكل 100 ألف نسمة، حيث استطاعت جهود الجهات المشتركة في هذه المبادرة خفض المؤشر من 28.4 كقيمة فعليّة في العام 2016م إلى 23,1 في نهاية العام 2017م، وتستهدف للوصول إلى  20 بنهاية العام 2020. وحصلت السعودية على المرتبة الثانية عالميا في مؤشر الطرق ضمن تقرير التنافسية العالمي 2018.

### الخطوط الحديدية
تشرف الهيئة العامة للنقل على هذا القطاع من خلال المؤسسة العامة للخطوط الحديدية حيث تقوم المؤسسة بإدارة الخط الحديدي الذي افتتح بتاريخ 19 /1/ 1371هـ (20 أكتوبر 1951م) ويربط ميناء الدمام بالعاصمة الرياض لغرض نقل البضائع والسلع والمواد الغذائية ومستلزمات البناء والتعمير المستوردة، كذلك تشرف على الخط الإضافي الذي أنشئ في عام 1405هـ (1985م) بطول 450 كلم.
وتقوم المؤسسة بتشغيل وصيانة هذه الخطوط كما تقوم بتشغيل عدد من القاطرات الحديثة والعربات لنقل الركاب وأنواع البضائع الصلبة والسائلة والسائبة. وتتوفر خدمات نقل الركاب بالقطار بين كل من الرياض والدمام والهفوف، وتم إضافة عربات حديثة للركاب وعربات الشحن ليبلغ عدد القطارات 18 قطاراً يتم تشغيلها وفق رحلات مجدولة يومياً تخدم المستفيدين.
كما يشمل قطاع الخطوط الحديدية توسعة الشبكة من خلال تنفيذ الخطوط التالية:
- مشروع قطار الشمال (مشروع الشركة السعودية للخطوط الحديدية (سار) الذي يبلغ طوله الإجمالي 3 آلاف كيلو متر.
- مشروع قطار الحرمين السريع للركاب الذي يبلغ طوله 450 كيلو متر ويربط كل من مكة المكرمة والمدينة المنورة وجدة.
- مشروع الجسر البري البالغ طوله 1150 كيلو متر ويربط غرب المملكة على ساحل البحر الأحمر بشرقها على ساحل الخليج العربي والذي يجري حالياً إعداد الدراسات التصميمية والفنية والمالية له.

ويبلغ مجموع خطوط السكك الحديدية في السعودية 5800 كيلو متر.  

### النقل البحري
تشرف الهيئة العامة للنقل على قطاع النقل البحري ويتمثل دور وزارة النقل مع الهيئة العامة للموانئ السعودية بتوفير الميزانيات والموارد لبناء المشاريع البحرية كالموانئ وأحواض بناء السفن والشركات الملاحية والمصانع. حيث أولت الدولة لهذا القطاع اهتماماً كبيراً خاصة وأنها تتمتع بسواحل تمتد لمسافات طويلة تزيد على 1500 ميل بحري، فأنشأت الموانئ الحديثة وأقامت أحواض إصلاح وبناء السفن، وتأسست تبعا لذلك الشركات والمؤسسات الملاحية وتم بناء الأسطول البحري الحديث، إلى جانب إقامة مختلف المصانع ومختلف الأنشطة الاقتصادية في هذه المدن البحرية. ويسهم هذا القطاع في تلبية احتياجات المملكة من الصادرات والواردات بنسبة 95%.

### الموانئ
يبلغ عدد الموانئ السعودية 10 موانئ تجارية وصناعية على الخليج العربي والبحر الأحمر؛ تقدم دوراً لوجستياً استثنائياً في تطوير أعمال التجارة البحرية الإقليمية والدولية، فضلا عن التطوير القائم في مجال نقل الركاب في الموانئ. وتسهم هذه الموانئ بنسبة تزيد عن 70% من قيمة التجارة غير النفطية للمملكة، وهي تشمل ما مجموعه 232 رصيفاً بحرياً بطاقة استيعابية تفوق المليون طن سنويا بينما ناولت هذه الموانئ ما يقارب الـ 257 مليون طن في عام 2017 وبذلك تحظى موانئ المملكة بطاقة استيعابه فائضة تفوق ال 50%، ومن ضمن المبادرات التي أطلقت بالتعاون مع الجمارك السعودية وشركة تبادل هي منصة فسح والتي تربط جميع العاملين في الموانئ من القطاع الخاص والحكومي لتسهيل إجراءات الاستيراد والتصدير في المملكة.
وتعول المملكة على رفع القيمة السوقية لهذه الموانئ بحلول عام 2030، من خلال برنامج التخصيص المتعلق بتحويل الموانئ إلى شركات وتقليص فترة انتظار الشحنات.
وتقوم الهيئة العامة للموانئ السعودية بالعمل على إعادة الهيكلة والإصلاح التشر يعي للموانئ من خلال ثلاثة محاور تنظيمية وتجارية وتشغيلية، ومن ذلك تنفيذ برنامج نظام إدارة مجتمع الموانئ بالتعاون مع شركة تبادل، وهو البرنامج الذي يعد نافذة موحدة لتوفير مجموعة واسعة من الخدمات الإلكترونية وتوحيد وتبسيط وأتمتة عمليات الشركاء في الموانئ.

### النقل الجوي
تعمل الهيئة العامة للطيران المدني على دعم وتشجيع القطاع ورفع الطاقة الاستيعابية للمطارات الرئيسية وتقليل وقت إفراغ الطائرة بحيث يتطابق مع الأداء العالمي، إضافة إلى إنشاء وتخصيص بنية تحتية تناسب الناقلات الجوية المنخفضة التكلفة في المطارات الرئيسية للمملكة، مع مشاركة وتشجيع القطاع الخاص.
وتشرف الهيئة العامة للطيران المدني على 27 مطاراً في كافة أنحاء المملكة بينها 6 مطارات دولية و7 مطارات إقليمية إضافة إلى 14 مطاراً داخلي وقد خدمت هذه المطارات حوالي 92 مليون مسافر في العام 2017 بزيادة نسبتها 7,4% عن العام 2016، إضافة إلى قرابة 950 ألف طن من الشحن، ويعد مطار الملك عبد العزيز بجدة نقلة نوعية في الخدمات لمرتادي المطار حيث تشكل مساحته أكثر من 5 اضعاف المساحة الحالية للمطار وبطاقة استيعابية تفوق 30 مليون مسافر.

### النقل العام[18]
1- صدرت موافقة مجلس الوزراء على تنفيذ مشروع النقل العام في مدينة الرياض (القطارات والحافلات) بكامل مراحله، وقد بدأ تشغيل الحافلات.
2- صدر التوجيه بتنفيذ شبكة النقل العام في مدينة مكة المكرمة وتشرف الهيئة العليا لتطوير مكة المكرمة على هذا المشروع، أما بقية المدن الأخرى فقد بدأ تفعيل النقل العام عبر الحافلات في مدينة جدة، كما يتم تصميم شبكة النقل العام في جازان وفي الدمام أعمال المرحلة الأولى في باقي المدن الأخرى.
3- يجري حالياً تخاذ الإجراءات اللازمة للانتقال لمرحلة التصميم المبدئي لشبكة النقل العام بالمدينة المنورة بالتنسيق مع هيئة تطوير المدينة المنورة.
4- تدرس الوزارة استخدام نظم النقل بالسكك الخفيفة في جدة على ثلاث محاور رئيسية مع حافلات التغذية لتصل إلى بقية المناطق.
تدرس الوزارة تطوير خدمات النقل العام في كل من:
مدينة بريدة وحاضرة جازان وتهدف إلى ربط مدن (جازان – صبيا – أبو عريش) بوسائل نقل متطوره في مدينة الطائف في حاضرة الدمام (الدمام، الخبر، الظهران، القطيف) داخل مدن (أبها، خميس مشيط، أحد رفيدة) والهفوف ومدينة حائل. وقد انتهت من معظم تلك الدراسات.
كما قامت الوزارة بإجراء مجموعة من الدراسات ذات العلاقة بتطوير النقل العام وهي:
- تحرير النقل العام بين المدن في المملكة بعد انتهاء امتياز الشركة السعودية للنقل الجماعي.
- تطوير خدمات سيارات الأجرة العامة بالمملكة.

## الكهرباء
تغطي الشبكة الكهربائية نحو 99% من أنحاء المملكة، لتخدم المشتركين في أكثر من 13 ألف مدينة وقرية وهجرة، وتهدف «رؤية المملكة 2030»، لأن تكون المملكة مركزا إقليميا للربط الكهربائي بين آسيا وأوروبا عبر الربط بشبكتي تركيا ومصر، بعد أن اكتملت منظومة الربط الكهربائي الخليجي، نظرا لما تتمتع به المملكة من مكانة إستراتيجية بين القارتين، إضافة إلى قوة البنية التحتية الخاصة بالشبكة الكهربائية وقدرتها على تلبية احتياجات واشتراطات الربط الكهربائي بين الدول.
وتخطط الشركة الوطنية لنقل الكهرباء، إحدى الشركات المملوكة للشركة السعودية للكهرباء للتحول نحو استخدام الشبكات الكهربائية الذكية، والاعتماد عليها في إدارة منظومة نقل الكهرباء بالمملكة، ما سيجعل شبكة نقل الكهرباء الخاصة بالشركة الأكثر تطورا وتقنية في المنطقة والشرق الأوسط.
ومنذ عام 2000 شهدت شبكة نقل الكهرباء في المملكة نموا كبيرا، إذ بلغت أطوالها بنهاية 2016 أكثر من 70.5 ألف كيلو متر دائري، بنسبة نمو بلغت 136%، كما بلغ عدد محطات التحويل الموجودة 867 محطة، بنسبة نمو 88 في المائة، وهناك قرابة 2727 محول نقل تبلغ سعتها أكثر من 306 آلاف ميجا فولت أمبير، مرتفعة بنسبة 191% خلال الفترة نفسها.
وعملت خطة الشركة الخمسية (2016 - 2020) على تبني عدد من المشاريع لتعزيز قدرات وسعات شبكات النقل وزيادة موثوقيتها من خلال إضافة 34 ألف كيلو متر دائري من خطوط النقل، و370 محطة تحويل.

## المياه
تقـدم الاستراتيجية الوطنية للمياه 2030 برنامجا لتحسـين عمليات قطاع المياه، وتقديم الخدمات برعاية إدارة شؤون التوزيع في وزارة البيئة والمياه والزراعة، ويشمل سـبع مبادرات:
1. توسيع وإعادة تأهيل شبكة توزيع المياه. 2. توسيع وإعادة تأهيل شبكة الصرف الصحي. 3. تخفيض الفاقد ومعالجة الإمداد غير المنتظم. 4. تطوير استخدام العدادات الذكية، والفوترة، والتحصيل. 5. تحسين خدمة العملاء. 6. أتمتة التوزيع. 7. مراقبة التلوث وتحسين نوعية المياه.

### موارد المياه

#### المياه المحلاة
يوجد بالسعودية حاليا 35 محطة لتحلية المياه، تقع على الساحل الشرقي والساحل الغـربي للمملكة، وتشـير البيانات إلى أن إجمالي الطاقـة الإنتاجيـة لتحليـة الميـاه بلـغ 6.28 مليـون مـتر مكعـب يوميـا في عـام 2015. ومـن المتوقـع أن تزيـد هـذه الطاقـة الإنتاجيـة لتصـل إلى 7.4 مليـون مـتر مكعـب يوميـا بحلـول عـام 2020. وتمتلـك الهيئة السعودية للمياه غالبيـة محطـات التحليـة في المملكـة، بمـا يمثـل 73% مـن إجـمالي الطاقـة الإنتاجيـة القائمـة. وتسـتخدم ثلاثـة أنـواع من التقنيات لتحلية المياه: التقطير الومضي متعدد المراحل، والتناضح العكـسي والتقطير متعـدد التأثـير. وتعـد تقنيـة التقطـير الومـضي متعـدد المراحل في الوقـت الحالي التقنيـة السـائدة في محطـات التحليـة في المملكـة، إذ تمثـل 62% مـن إجـمالي الطاقـة الإنتاجيـة القائمـة.

#### المياه الجوفية غير المتجددة
تمتلـك المملكـة احتياطيا مـن المياه الجوفية غـير المتجـددة التي تنتشر عـبر مجموعـة مـن طبقات المياه، وتتجمـع المياه الجوفيـة في أكـثر مـن 20 طبقـة جوفيـة أساسـية وثانويـة عـلى مستوى المملكـة، وتخـدم العديـد مـن المناطـق. وتقـع جميـع طبقـات الميـاه الجوفيـة الأساسية على الرف العـربي، ولا يحتـوي الـدرع العـربي عـلى أي طبقـات جوفيـة أساسـية أو ثانويـة بسـبب طبيعتـه المتكونـة مـن الصخـور غـير المسـامية.

#### المياه الجوفية المتجددة
توجد المياه الجوفيـة المتجددة في المملكـة في الطبقـات الضحلـة والعميقـة، وفي المياه السطحية في الوديان. واسـتناًدا إلى التقديرات الأوليـة، تقـدر المياه الجوفيـة المتجـددة حاليا بنحو 2.8 مليار مـتر مكعـب سـنويا في منطقـة الدرع العربي.

#### المياه السطحية
يبلـغ إجـمالي احتياطـي الميـاه الصالحـة للاسـتغلال مـن السـدود نحـو 1.6 مليـار مـتر مكعـب سـنويٍّا، ويوجد 73% من إجمالي المياه الصالحة للاستغلال من السدود في مناطق: عسير، ومكة المكرمة، وجازان. وتحتوي هذه المناطق على وفرة من المياه الجوفية المتجددة والمياه السطحية بسبب تضاريسـها ذات الطبيعـة الصخريـة غـير المسـامية عـلى مسـتوى الـدرع العـربي.
مياه الصرف الصحي المعالجة
تنتـج الميـاه المعالجـة عـن معالجـة ميـاه الـصرف الصحـي لدرجـة تجعلهـا آمنـة لاسـتعمالها في أغـراض مختلفـة، منهـا العمليـات الصناعيـة، والتبريـد، والزراعـة. وتمثـل الميـاه المعالجـة مـور ًدا مهـما في دولـة تعـاني مـن نـدرة الميـاه، وينبغـي مراعاتهـا في منظومـة الإمـداد، وقـد وصـل إجـمالي كميـة الميـاه المعالجـة المعـاد اسـتخدامها في أنحـاء المملكـة في عـام 2015 إلى 0.61 مليـون مـتر مكعـب يوميـا، يتـم اسـتخدام 0.40 مليـون متر مكعب منها يوميا في الزراعة، ومتوسط الكميات المعاد استخدامها يبلغ 17% فقط.
وتواجه المملكـة اليـوم العديـد مـن المشـاكل فيـما يتعلـق بخدمـات الـصرف الصحـي والميـاه المعالجـة، فنظـام جمـع ميـاه الـصرف الصحـي يحتـاج إلى تحسـين؛ إذ لا تـزال التغطيـة منخفضـة نسـبيا (60% في عـام 2015)، علاوة عـلى ذلـك، تعمـل محطـات معالجـة ميـاه الـصرف الصحـي الحاليـة بمسـتوى اسـتخدام مرتفـع للغايـة، مـما يـؤدي إلى انخفـاض جـودة الميـاه المعالجـة.
خطوط النقل وشبكات التوزيع
يصـل طـول خطـوط أنابيـب النقـل الرئيسـة في المملكـة إلى أكـثر مـن 8 آلاف كليـو مـتر، وتمتلك الهيئة السعودية للمياه الجـزء الأكـبر منهـا وتتـولى تشـغيله، وتنحـصر غالبيـة أنظمـة نقـل الميـاه الجوفيـة في أقـل مـن 10 كيلومـترات، باسـتثناء بعـض المحطـات، حيـث تقـع محطـات التنقيـة عـلى بعـد أكـثر مـن 100 كيلـو مـتر مـن نقـاط الإمـداد.
جمع مياه الصرف الصحي ومعالجتها وإعادة استخدامها
يوجـد في السـعودية نحـو 70 محطـة لمعالجـة ميـاه الـصرف الصحـي، وتبلـغ نسـبة تغطيـة خطـوط أنابيـب الـصرف الصحـي في المناطـق المخدومـة نحـو 60%. وتضـم الريـاض ومكـة المكرمـة والمنطقـة الشرقيـة فقـط نحـو 75% مـن الطاقـة الاسـتيعابية لمحطـات معالجـة ميـاه الـصرف الصحـي في المملكـة. كذلـك، تضـم هـذه المناطـق الثـلاث أكـثر مـن نصـف شـبكة الـصرف الصحـي (61% مـن إجـمالي شـبكة الـصرف الصحـي في المملكـة).
القدرة الإنتاجية
سجلت الهيئة السعودية للمياه في العام 2018 إنجازاً تاريخياً وقياسياً في تقنية وصناعة التحلية، بزيادة إنتاجها من المياه المحلاة إلى 5 ملايين متر مكعب في اليوم الواحد، وهو ما لم يتحقق طوال تاريخ محطات تحلية المياه على المستوى المحلي والعالمي، وقد حصلت المؤسسة على شهادة من موسوعة غينيس للأرقام القياسية نظير هذا الإنجاز.

## الاتصالات
أعدت هيئة الاتصالات وتقنية المعلومات خطة إستراتيجية تهدف إلى الوصول بقطاع الاتصالات وتقنية المعلومات إلى التنظيم المحقق للتنافسية العالية، والخدمة المتميزة للمشتركين، والبيئة المحفزة للمستثمرين بعدد من المشروعات الهادفة إلى زيادة الفرص الاستثمارية في هذا القطاع، كتنظيم الاستضافة، والحوسبة السحابية، وتبني مفهوم التراخيص الموحدة، وتأسيس مقاسم الإنترنت الوطنية والمحايدة، وبرنامج دعم المشروعات الصغيرة والمتوسطة بالقطاع، وتعزيز الأمان الشبكي والمعلوماتي، وغيرها.
وتعمل وزارة الاتصالات وتقنية المعلومات على نشر شبكات الألياف الضوئية؛ لإيصال المنازل بالمناطق الحضرية بالمملكة للوصول إلى «2.1 مليون منزل» بنهاية عام 2020م؛ وذلك لتعزيز كفاءة الشبكات؛ لتطوير بنية تحتية قوية للاتصالات تُسرّع من التحول الرقمي والتحول إلى الاقتصاد المعرفي وتواكب أهداف برنامج التحول الوطني 2020. وفي نهاية 2023م، وصلت إلى 3,8 مليون منزل موصل بالألياف الضوئية.
ويجري العمل على تطوير البنية التحتية الخاصة بـالاتصالات وتقنية المعلومات وبخاصة تقنيات النطاق العريض عالي السرعة لزيادة نسبة التغطية في المدن وخارجها وتحسين جودة الاتصال، وسيكون ذلك من خلال الشراكة مع القطاع الخاص، ويتمثل الهدف في الوصول إلى تغطية تتجاوز (90%) من المنازل في المدن ذات الكثافة السكانية العالية و (66%) في المناطق الأخرى.
ولتحقيق هذه الغاية، تسعى السعودية لتحفيز الاستثمار في تقنيات النطاق العريض في المناطق ذات الكثافة السكانية العالية، وتطوير إطار شراكات جديدة مع القطاع الخاص، ووضع معايير للبناء تسهل مد شبكة النطاق العريض، كما تعمل لتعزيز حوكمة التحول الرقمي عبر مجلس وطني يشرف على هذا المسار ودعم هذا التحول على مستوى الحكومة أيضاً. وتهيئة الآلية التنظيمية والدعم المناسب لبناء شراكة فاعلة مع مشغلي الاتصالات بهدف تطوير البنية التحتية التقنية، ودعم نمو المستثمرين المحليين في قطاع الاتصالات وتقنية المعلومات.
الفضاء
سعت المملكة لنقل علوم وتقنيات الفضاء وتوطينها، وتوظيفها للنهوض بالعديد من المجالات الحيوية ومنها التعليم، والصحة وإدارة المياه والموارد الطبيعية، وتخطيط المدن، ومراقبة البيئة، والاتصالات والملاحة الفضائية.
وأبرمت المملكة ممثلة بمدينة الملك عبدالعزيز للعلوم والتقنية عدة اتفاقيات في مجال تقنية الفضاء الخارجي وتطبيقاته مع عدد من الجهات الفاعلة في الولايات المتحدة الأمريكية والصين والاتحاد الروسي وألمانيا وفرنسا بالإضافة إلى دول أخرى، بما يتفق مع سياسة المملكة والتزاماتها بمعاهدات الأمم المتحدة ومبادئها الخمسة المتعلقة بالفضاء الخارجي من أجل تعزيز استخدام تقنيات الفضاء على المستوى الوطني في مجالات عدة.
ووضعت المملكة برنامجاً مستداماً لتقنية وتطبيقات الأقمار الصناعية، يتضمن تأهيل العلماء والمهندسين والمختصين السعوديين، ونقل وتوطين التقنيات المتقدمة المتعلقة بمجالات الفضاء، وإنشاء بنية تحتية متطورة لدعم واستدامة صناعة فضائية في المملكة، وأطلقت ما بين عام 2000 و2017م 13 قمراً صناعياً سعودياً في المدارات الفضائية المنخفضة بالإضافة إلى ثلاثة أقمار صناعية في طور الإطلاق لخدمات الاتصالات والاستشعار عن بعد والتجارب العلمية، وفي نهاية 2018م أطلق القمر السعودي للاتصالات الثابتة للنطاق العريض Ka (SGS-1)، الذي جرى تطويره بالتعاون مع شركة لوكهيد مارتن الأمريكية.

## الطاقة

### أرامكو
طورت أرامكو السعودية، أكبر منتج للزيت على مستوى العالم، العديد من المشاريع في مجال زيادة إنتاج الزيت الخام وذلك من خلال إنشاء معامل جديدة لإنتاج الزيت الخام من عدد من حقول الزيت في مناطق متفرقة من المملكة، ومواصلة العمل على إنجاز عدد من التوسعات الجديدة في المشاريع التابعة لها، أما بالنسبة لإنتاج الغاز الطبيعي فقد استمر في التزايد وعززت أرامكو السعودية البنية الأساسية لإنتاج الغاز لمقابلة الطلب المتنامي عليه في المملكة وذلك من خلال تنفيذ عدد من المشاريع التابعة للشركة.
وفي سبتمبر 2017 أعلنت السعودية عن لوائح وأنظمة نظام توزيع الغاز الجاف وغاز البترول السائل للأغراض السكنية والتجارية الذي أقره مجلس الوزراء والتي تنهي احتكار هذا القطاع.       
ووفقاً للائحة تتولى هيئة تنظيم الكهرباء والإنتاج المزدوج، إعداد خطة طويلة المدى بالتنسيق مع وزارة الطاقة للإمداد بكميات الغاز الجاف وغاز البترول السائل اللازمة للاستهلاك السكني والتجاري واعتمادها، وذلك بما يحقق الاستخدام الأمثل.
كما تتولى «الهيئة» إصدار الرخص اللازمة لمزاولة أوجه النشاط، وتحصيل المقابل المالي للرخص كجزء من إيراداتها، وتشجيع التنافس، ومراقبة ظروف السوق ذات الصلة والمستجدات، وتقويمها، واتخاذ ما يلزم حيالها، بما يحقق التغطية الجغرافية المناسبة، واقتراح التعريفة ورفعها إلى مجلس إدارة الهيئة لاعتمادها.
وبحسب اللائحة، فإن أوجه النشاط الخاضعة لهذا النظام هي:
1ـ إنشاء شبكة توزيع الغاز الجاف، وتطويرها وتشغيلها وصيانتها، وربط المنشآت السكنية والتجارية بها، وتزويد المستهلك السكني والمستهلك التجاري بالغاز الجاف.
2ـ إنشاء مرافق غاز البترول السائل، وتطويرها وتشغيلها وصيانتها، وتوزيع غاز البترول السائل.
3ـ بيع أسطوانات غاز البترول السائل بالتجزئة في الأماكن المعدة لهذا الغرض.

### الطاقة المتجددة
تتجه السعودية نحو تنويع مزيج مصادر الطاقة، بما يتيح تطوير سلسلة توريد مستدامة واقتصادية وتنافسية للسوق المحلية والتصدير. وقد أطلق في هذا المجال برنامج الطاقة المتجددة الذي يهدف إلى زيادة حصة الطاقة المتجددة من إجمالي الطاقة المنتجة بالمملكة لتصل إلى 4% بحلول عام 2020 و10% بحلول عام 2023، ومن ثم تتزايد من خلال رؤية المملكة 2030 التي أسست لتكون المملكة رائدة في كافة مجالات الطاقة، وليس النفط والغاز فقط".
ووقع ولي العهد السعودي الأمير محمد بن سلمان مع صندوق «رؤية سوفت بنك» مذكرة تفاهم لتنفيذ خطة الطاقة الشمسية 2030، التي تعد الأكبر في العالم في مجال إنتاج الطاقة الشمسية.
ويتم بموجب الاتفاقية تأسيس شركة جديدة لتوليد الطاقة الشمسية، بدءا من إطلاق العمل على محطتين شمسيتين بقدرة 3 غيغاواط و4.2 غيغاواط بحلول عام 2019، والعمل أيضا على تصنيع وتطوير الألواح الشمسية في السعودية لتوليد الطاقة الشمسية بقدرة ما بين 150 غيغاواط و200 غيغاواط بحلول 2030.

### مدينة الملك سلمان للطاقة (سبارك)
تسعى المملكة لأن تُصبح مدينة الملك سلمان للطاقة، في المنطقة الشرقية، مركزًا عالميًا للتصنيع والخدمات المرتبطة بالطاقة، ومنها أعمال التنقيب والإنتاج، وأعمال التكرير والمعالجة والتسويق، وإنتاج البتروكيميائيات من الزيت والغاز الطبيعي، وإنتاج الطاقة الكهربائية ونقلها وتوزيعها، وإنتاج المياه وتوزيعها ومعالجتها، والتعامل مع مياه الصرف الصحي ومعالجتها.
وتقع المدينة على أرض مساحتها 50 كيلو متر مربع. وستكتمل المرحلة الأولى من أعمال إنشائها في عام 2021م.
ويتواءم دور المدينة المتمثل في توطين محتوى سلسلة الإمداد لقطاع الطاقة في السعودية مع الأهداف الإستراتيجية لبرنامج أرامكو السعودية لتعزيز القيمة المضافة الإجمالية لقطاع التوريد (اكتفاء) والذي بدوره يهدف إلى توطين قطاع الطاقة في المملكة. وستجذب المدينة الشركات المحلية والعالمية لإنتاج وتصنيع السلع والخدمات في قطاع الطاقة في السعودية.

## توزيع الخدمات على مناطق السعودية[30][31]
|                          | الرياض | مكةالمكرمة | المدينةالمنورة | القصيم | المنطقةالشرقية | عسير  | تبوك | حائل | الحدودالشمالية | جازان | نجران | الباحة | الجوف |
| المحافظات                | 22     | 16         | 8              | 12     | 12             | 16    | 6    | 8    | 3              | 16    | 6     | 9      | 3     |
| المراكز                  | 502    | 129        | 101            | 154    | 117            | 128   | 86   | 108  | 28             | 39    | 63    | 42     | 33    |
| أطوال الطرق              | 14722  | 6557       | 5153           | 6195   | 6888           | 5377  | 3572 | 4431 | 2391           | 1748  | 2471  | 1991   | 2916  |
| المطارات                 | 3      | 2          | 3              | 1      | 3              | 2     | 2    | 1    | 3              | 1     | 2     | 1      | 2     |
| السدود                   | 89     | 68         | 31             | -      | -              | 110   | 22   | 33   | 12             | 12    | 26    | 40     | 10    |
| المصانع المنتجة          | 2827   | 1369       | 261            | 294    | 1624           | 270   | 77   | 63   | 34             | 74    | 33    | 18     | 67    |
| المدن الصناعية           | 7      | 4          | 1              | 1      | 6              | 1     | 1    | 1    | -              | 1     | 1     | 2      | -     |
| المستشفيات               | 88     | 95         | 35             | 23     | 73             | 41    | 15   | 16   | 11             | 26    | 20    | 12     | 14    |
| الأسرّة                   | 17310  | 14484      | 4575           | 3147   | 12823          | 4975  | 1818 | 1255 | 1410           | 2388  | 2110  | 1335   | 1820  |
| المستوصفات               | 917    | 420        | 116            | 93     | 345            | 201   | 44   | 44   | 27             | 32    | 45    | 30     | 44    |
| مراكز الرعاية الأولية    | 455    | 364        | 176            | 169    | 263            | 352   | 82   | 111  | 57             | 177   | 72    | 107    | 75    |
| الهلال الأحمر            | 85     | 73         | 31             | 23     | 55             | 29    | 20   | 13   | 12             | 16    | 12    | 14     | 14    |
| الإسعاف                  | 174    | 178        | 66             | 46     | 110            | 87    | 33   | 26   | 26             | 32    | 36    | 29     | 28    |
| الجامعات                 | 13     | 6          | 4              | 1      | 5              | 2     | 2    | 1    | 1              | 1     | 1     | 1      | 1     |
| المدارس                  | 6422   | 5568       | 2019           | 1937   | 3005           | 3220  | 992  | 1150 | 467            | 1969  | 619   | 902    | 718   |
| الجوامع والمساجد         | 17841  | 17288      | 6635           | 5017   | 4844           | 20596 | 2432 | 4175 | 623            | 8465  | 2188  | 4435   | 1618  |
| مصليات العيد             | 170    | 511        | 268            | 345    | 85             | 833   | 50   | 311  | 11             | 654   | 11    | 339    | 28    |
| الفنادق                  | 78     | 1181       | 344            | 6      | 90             | 19    | 15   | 7    | 16             | 39    | 32    | 8      | 7     |
| المتاحف                  | 6      | 11         | 1              | 6      | 2              | 2     | 2    | 2    | 1              | 1     | 1     | 2      | 1     |
| الأندية الأدبية          | 1      | 3          | 1              | 1      | 2              | 1     | 1    | 1    | 1              | 1     | 1     | 1      | 1     |
| المدن الرياضية           | 3      | 2          | 1              | 1      | 3              | 1     | 1    | 1    | 1              | 1     | -     | 1      | -     |
| الاستادات الرياضية       | 2      | 1          | -              | -      | 1              | -     | -    | -    | -              | -     | -     | -      | -     |
| الأندية الرياضية         | 42     | 13         | 8              | 14     | 36             | 12    | 6    | 10   | 3              | 6     | 4     | 4      | 5     |
| بيوت الشباب              | 5      | 3          | 1              | 2      | 3              | 1     | 1    | 1    | 1              | 2     | 1     | 1      | 1     |
| الغرف التجارية           | 7      | 3          | 12             | 10     | 3              | 2     | 1    | 1    | 1              | 6     | 1     | 1      | 2     |
| كهرباء                   | 1485   | 4004       | 823            | 472    | 264            | 4663  | 237  | 611  | 45             | 1759  | 269   | 1430   | 59    |
| شبكة مياه                | 376    | 1140       | 68             | 142    | 221            | 146   | 39   | 130  | 35             | 501   | 42    | 371    | 24    |
| شبكة هاتف                | 691    | 1336       | 157            | 158    | 163            | 1010  | 47   | 174  | 18             | 434   | 43    | 422    | 35    |
| هاتف نقال                | 1390   | 3391       | 802            | 464    | 241            | 4364  | 59   | 583  | 39             | 1744  | 252   | 1377   | 55    |
| شبكة إنترنت              | 1194   | 1798       | 493            | 406    | 204            | 3595  | 27   | 248  | 22             | 1568  | 166   | 809    | 54    |
| مركز شرطة                | 72     | 52         | 25             | 23     | 69             | 46    | 15   | 18   | 11             | 33    | 18    | 13     | 15    |
| مخفر شرطة                | 70     | 41         | 42             | 21     | 39             | 48    | 21   | 22   | 19             | 13    | 15    | 25     | 22    |
| مرور                     | 38     | 31         | 11             | 17     | 27             | 23    | 9    | 17   | 7              | 14    | 14    | 7      | 7     |
| جوازات                   | 39     | 28         | 13             | 11     | 31             | 16    | 8    | 6    | 8              | 17    | 9     | 8      | 10    |
| أحوال مدنية              | 21     | 31         | 8              | 10     | 13             | 11    | 6    | 3    | 3              | 6     | 2     | 4      | 4     |
| مركز هيئة                | 128    | 85         | 34             | 48     | 49             | 56    | 13   | 27   | 9              | 26    | 14    | 19     | 8     |
| أوقاف                    | 41     | 27         | 12             | 24     | 10             | 26    | 9    | 11   | 5              | 13    | 6     | 7      | 5     |
| تأمينات اجتماعية         | 5      | 3          | 2              | 1      | 4              | 2     | 1    | 0    | 1              | 1     | 1     | 1      | 1     |
| معاشات تقاعد             | 12     | 6          | 3              | 2      | 6              | 5     | 5    | 0    | 2              | 1     | 2     | 1      | 2     |
| أمانة بلدية              | 1      | 3          | 1              | 1      | 2              | 1     | 1    | 1    | 1              | 1     | 1     | 1      | 1     |
| بلدية                    | 59     | 37         | 30             | 29     | 45             | 33    | 14   | 17   | 10             | 26    | 12    | 13     | 9     |
| مكتب خدمات بلدية         | 62     | 26         | 20             | 21     | 24             | 0     | 20   | 54   | 1              | 14    | 4     | 10     | 8     |
| إدارة تعليم              | 24     | 10         | 7              | 9      | 6              | 12    | 5    | 2    | 2              | 4     | 2     | 4      | 4     |
| مكتب تربية               | 72     | 77         | 20             | 30     | 40             | 48    | 13   | 25   | 9              | 24    | 10    | 18     | 8     |
| فرع نقل                  | 9      | 5          | 2              | 1      | 3              | 2     | 1    | 1    | 3              | 1     | 1     | 1      | 0     |
| فرع المالية              | 11     | 7          | 4              | 2      | 4              | 6     | 7    | 1    | 3              | 2     | 2     | 1      | 2     |
| فرع المياه               | 35     | 18         | 11             | 11     | 14             | 15    | 6    | 7    | 6              | 11    | 7     | 7      | 8     |
| مكتب العمل               | 24     | 22         | 9              | 7      | 18             | 12    | 5    | 4    | 6              | 1     | 5     | 8      | 4     |
| صندوق عقاري              | 9      | 4          | 2              | 1      | 4              | 3     | 2    | 1    | 2              | 1     | 1     | 0      | 0     |
| صندوق صناعي              | 1      | 0          | 0              | 0      | 0              | 0     | 0    | 0    | 0              | 0     | 0     | 0      | 0     |
| شؤون صحية                | 1      | 4          | 2              | 1      | 3              | 2     | 1    | 1    | 1              | 1     | 1     | 0      | 2     |
| نقطة أمنية               | 6      | 0          | 2              | 0      | 6              | 0     | 4    | 1    | 3              | 0     | 2     | 9      | 1     |
| ضبط أمني                 | 15     | 5          | 14             | 0      | 24             | 20    | 3    | 1    | 10             | 5     | 3     | 0      | 0     |
| مديرية زراعية            | 9      | 2          | 1              | 2      | 2              | 2     | 1    | 1    | 1              | 1     | 1     | 1      | 2     |
| فرع زراعي                | 30     | 18         | 11             | 13     | 8              | 19    | 6    | 9    | 4              | 9     | 4     | 8      | 4     |
| صندوق زراعي              | 14     | 5          | 5              | 6      | 4              | 8     | 3    | 4    | 1              | 4     | 1     | 1      | 3     |
| دفاع مدني                | 141    | 166        | 57             | 26     | 112            | 67    | 28   | 27   | 22             | 30    | 24    | 27     | 24    |
| محكمة                    | 61     | 44         | 16             | 26     | 27             | 48    | 12   | 17   | 7              | 26    | 9     | 13     | 6     |
| كتابة عدل                | 42     | 21         | 14             | 16     | 23             | 27    | 8    | 14   | 6              | 18    | 6     | 7      | 6     |
| ضمان اجتماعي             | 19     | 21         | 9              | 9      | 10             | 15    | 4    | 4    | 3              | 8     | 5     | 6      | 3     |
| مركز تنمية               | 12     | 5          | 12             | 3      | 7              | 7     | 2    | 6    | 2              | 4     | 3     | 1      | 3     |
| لجنة تنمية               | 69     | 88         | 25             | 37     | 40             | 60    | 11   | 29   | 5              | 30    | 7     | 23     | 9     |
| جمعية خيرية              | 142    | 136        | 70             | 69     | 76             | 77    | 20   | 55   | 15             | 38    | 14    | 23     | 17    |
| جمعية تعاونية            | 47     | 19         | 18             | 16     | 12             | 26    | 4    | 17   | 2              | 6     | 4     | 4      | 1     |
| فرع العدل                | 1      | 1          | 1              | 1      | 1              | 1     | 1    | 1    | 1              | 1     | 1     | 1      | 1     |
| مكتبة عامة               | 30     | 9          | 6              | 8      | 11             | 9     | 5    | 2    | 3              | 3     | 2     | 3      | 5     |
| وكالة سفر                | 990    | 549        | 111            | 106    | 364            | 86    | 49   | 19   | 6              | 62    | 39    | 11     | 24    |
| مكتب بريد                | 215    | 84         | 25             | 47     | 103            | 80    | 20   | 31   | 10             | 29    | 15    | 20     | 23    |
| قائم بأعمال البريد       | 38     | 2          | 13             | 35     | 12             | 29    | 2    | 19   | 2              | 15    | 2     | 13     | 4     |
| صندوق التنمية الاجتماعية | 5      | 3          | 2              | 2      | 3              | 3     | 1    | 1    | 0              | 1     | 1     | 1      | 2     |
| بنك تجاري                | 610    | 419        | 98             | 108    | 381            | 118   | 42   | 45   | 15             | 43    | 26    | 24     | 24    |

## وصلات خارجية
- وزارة النقل السعودية
- وزارة البيئة والمياه والزراعة السعودية
- وزارة الطاقة والصناعة والثروة المعدنية السعودية
- وزارة الاتصالات وتقنية المعلومات السعودية
- مدينة الملك عبد العزيز للعلوم والتقنية
- الشركة السعودية للكهرباء
- الهيئة السعودية للمياه